# Sergio Mulko
Sergio Mulko (General Roca, 3 de junio de 1946-Río Cuarto, 14 de junio de 2014) fue un historietista argentino. 

## Biografía
Muy joven, se trasladó a Mar del Plata y comenzó a publicar en la Editorial Columba, de Buenos Aires. Alternó el dibujo de Nippur de Lagash creado por Robin Wood con su dibujante original, Lucho Olivera. Con el seudónimo de «Leo Gioser» escribió gran cantidad de guiones de Gilgamesh el inmortal, creado y dibujado en su mayor parte por Olivera. 
Fue el dibujante que más episodios de Nippur ha dibujado: más de 150, en dos etapas: entre 1972 y 1976 y entre 1988 y 1994. Para muchos, es quien mayor calidad gráfica le ha dado a la serie, después de Olivera.[cita requerida]
También para Columba ha dibujado otras series, como El Samurai de José Luis Arévalo, Cleopatra, Espartaco, El Germano, Escipiones, Troya y La egipcia de Ricardo Ferrari, Dyinn de Armando Fernández, entre otras. Con guion de Jorge Claudio Morhain realizó una recordada versión de El planeta de los simios. Colaboró también con las editoriales Record y García Ferré. Tuvo una breve etapa en el dibujo animado, como layoutman, en el equipo de Jaime Díaz Producciones.
Fue otro artista que en los últimos tiempos orientó su producción hacia el mercado extranjero: dibujó "Hiras, hijo de Nippur de Lagash", creación del guionista Robin Wood, para la editorial Aurea de Italia.